# Wyścig

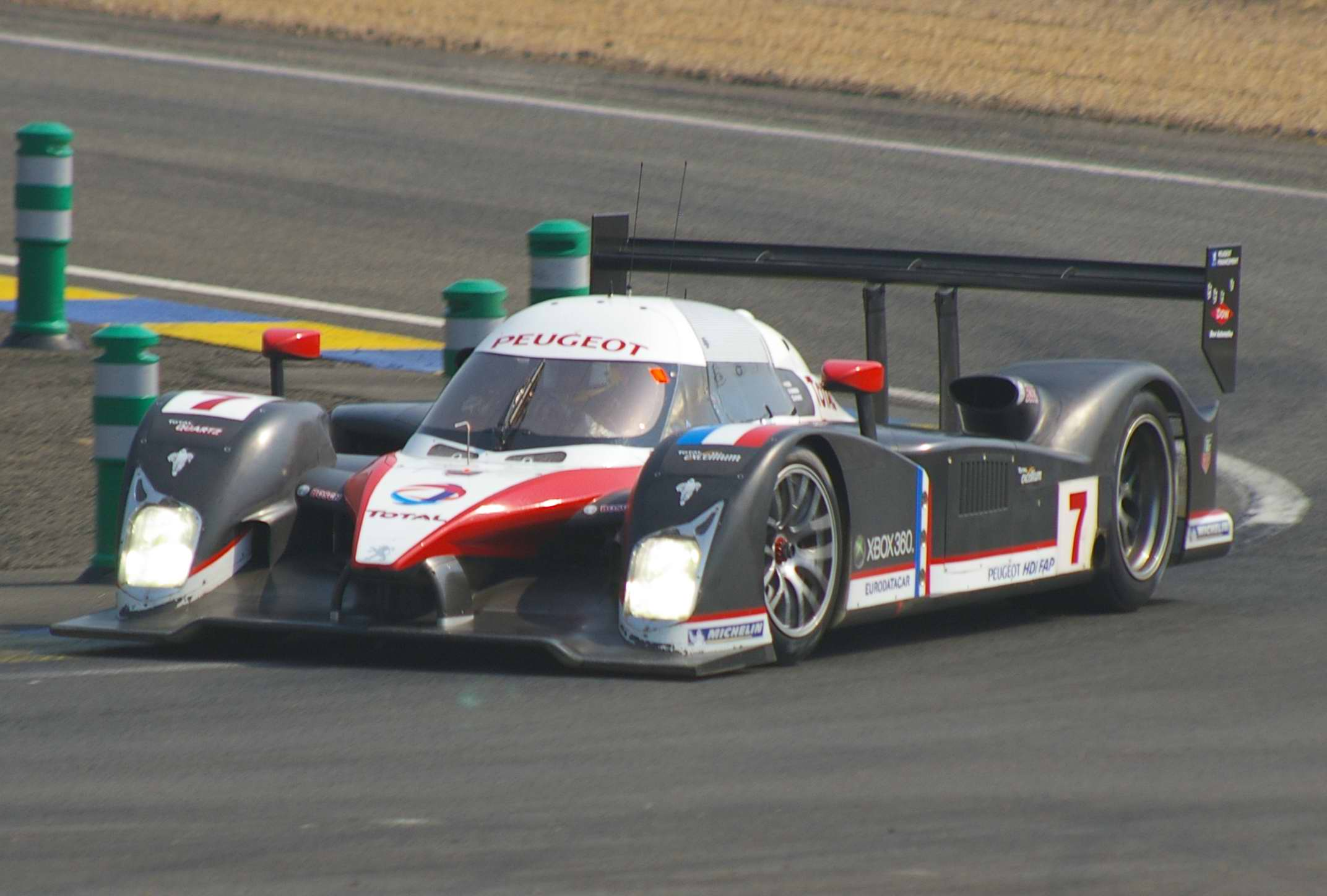
Peugeot 908 HDi FAP podczas wyścigu 24h Le Mans

Wyścig – szybkościowa konkurencja sportowa, w której, według ustalonych zasad, trzeba zwykle pokonać określoną trasę w jak najkrótszym czasie, bądź w określonym czasie jak największy dystans (np. wyścig 24h Le Mans).
Podstawową formą wyścigów są biegi, ale często jest tak, że do wyścigów używa się pojazdów (np. łodzi, samochodów, statków powietrznych) bądź zwierząt (np. koni).
Wyścig może trwać nieprzerwanie od startu do mety, bądź być podzielonym na poszczególne etapy (np. wyścig Tour de France).
Najwcześniejsze wyścigi o jakich nam wiadomo, odbywały się w starożytnej Grecji (świadczą o tym rysunki na wazach). Homer w Iliadzie opisał wyścigi rydwanów.

## Podział wyścigów

### Bez pomocy
Używa się w nich tylko siły ludzkich mięśni.

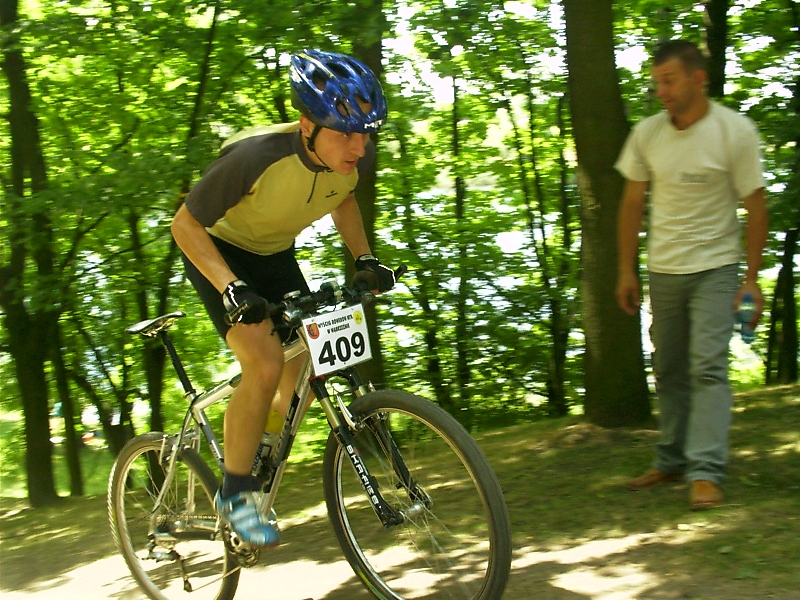
Kolarstwo górskie. Zawody MTB

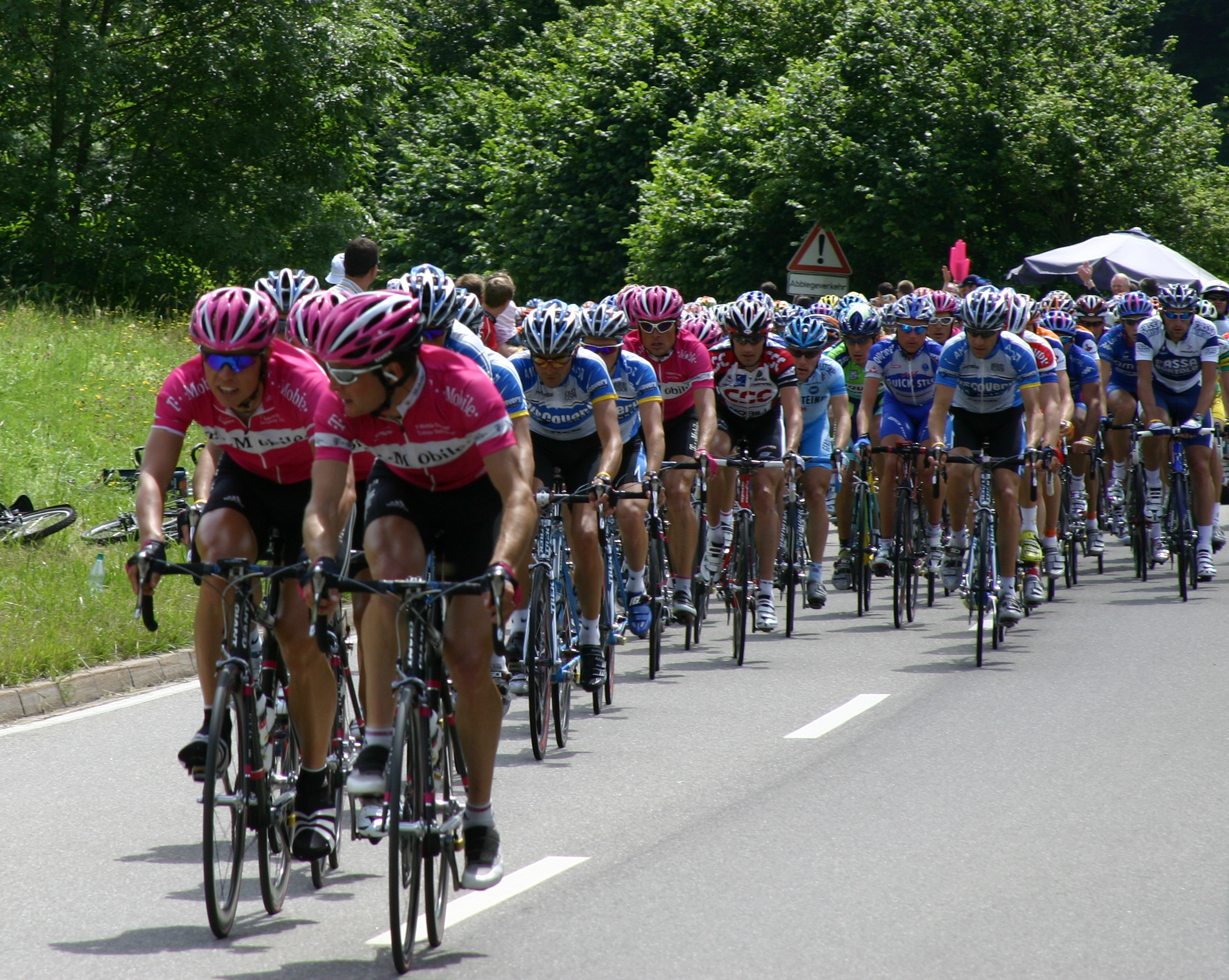
Peleton podczas wyścigu Tour de France

- Biegi
  - Bieg przełajowy
  - Bieg maratoński
  - Bieg ultramaratoński
  - Biegi uliczne
  - Biegi lekkoatletyczne
  - Biegi górskie
  - Sztafeta
- Radioorientacja sportowa
- Bieg na orientację
- Chód
- pływanie

### Rowerowe

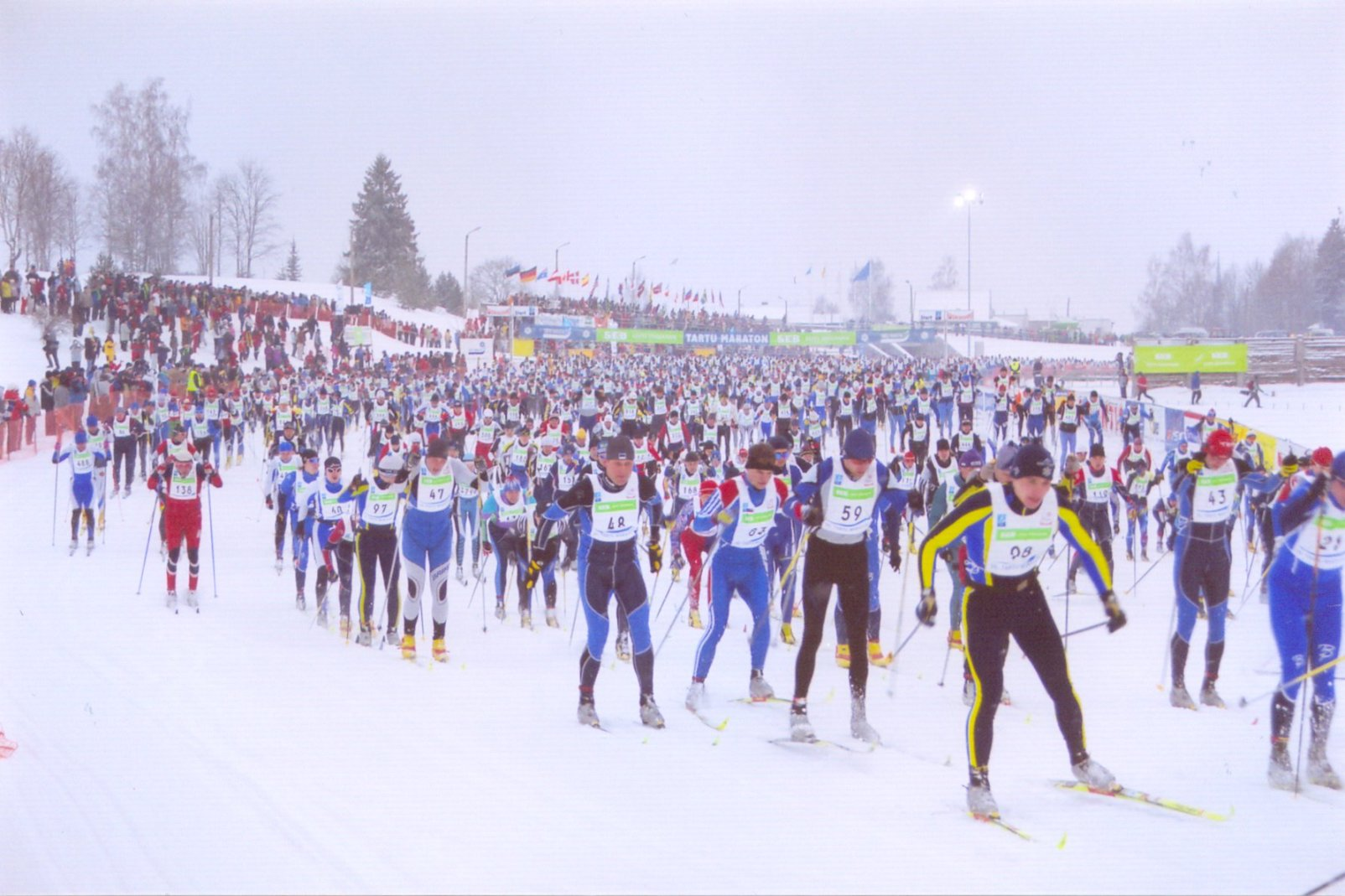
Maraton narciarski w Tartu w 2006 roku

- Kolarstwo
  - Kolarstwo torowe
  - Kolarstwo szosowe
  - Kolarstwo górskie

### Narciarskie

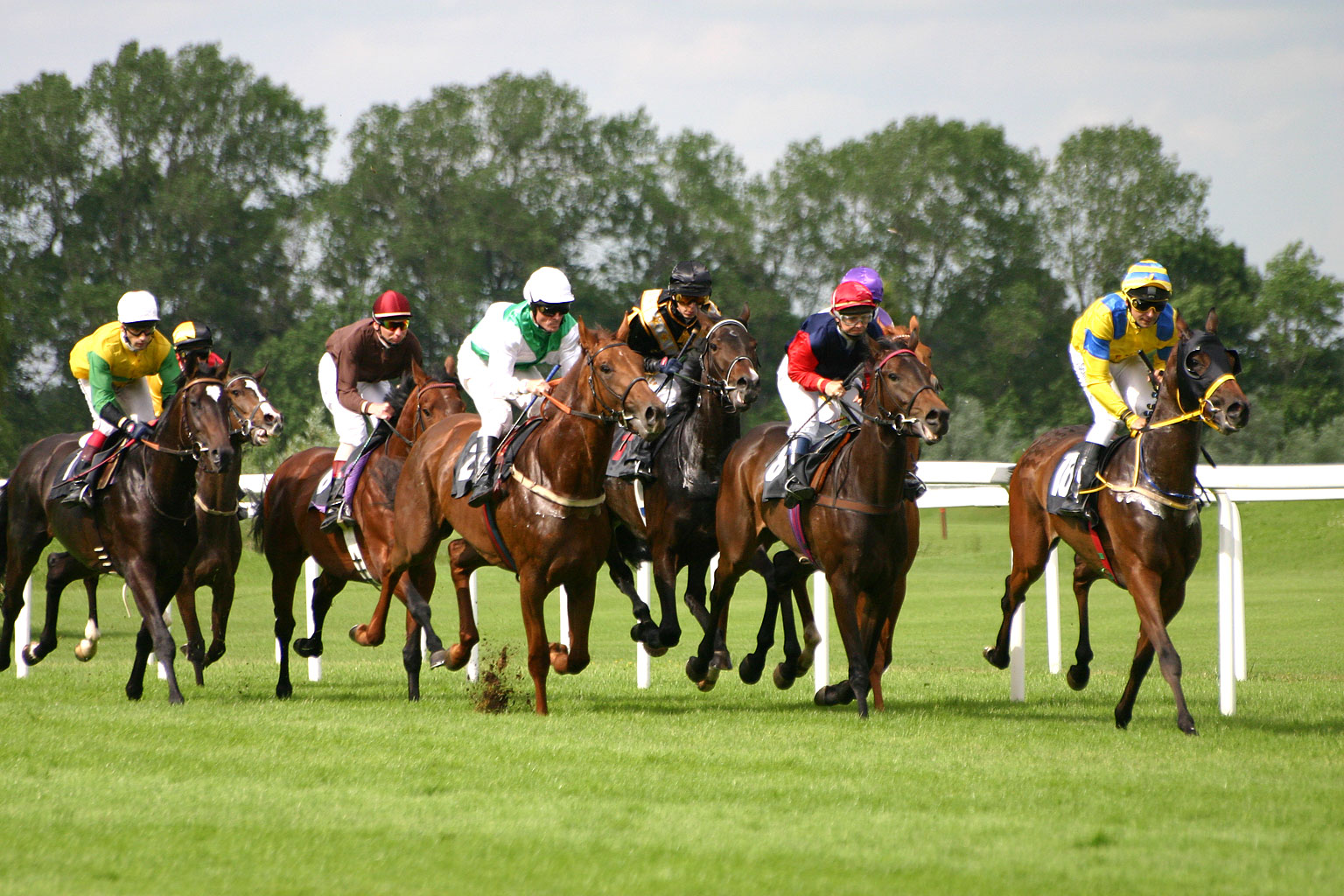
Wyścig konny, Monachium, 2005

- Narciarstwo alpejskie
- Biegi narciarskie

### Z udziałem zwierząt

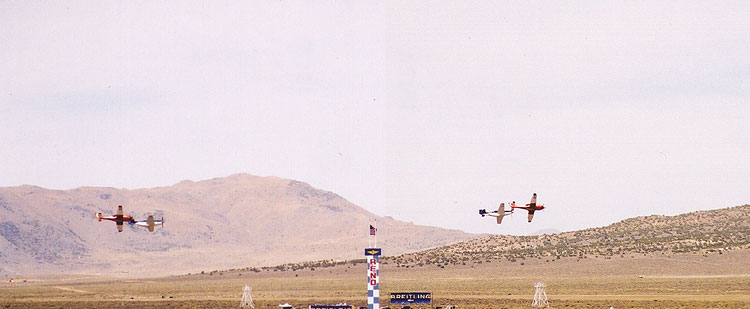
Wyścig samolotów na Reno Air Races

- Wyścigi wielbłądów
- Wyścigi psów
  - Wyścigi psich zaprzęgów
- Wyścigi kotów
- Wyścigi konne
  - Wyścigi rydwanów
  - Wyścigi konne bez przeszkód
  - Wyścigi konne z przeszkodami
  - Wyścigi koni czystej krwi
  - Kłus
- Wyścigi gołębi
- Wyścigi świń
- Wyścigi strusi
- Wyścigi ślimaków

### Powietrzne

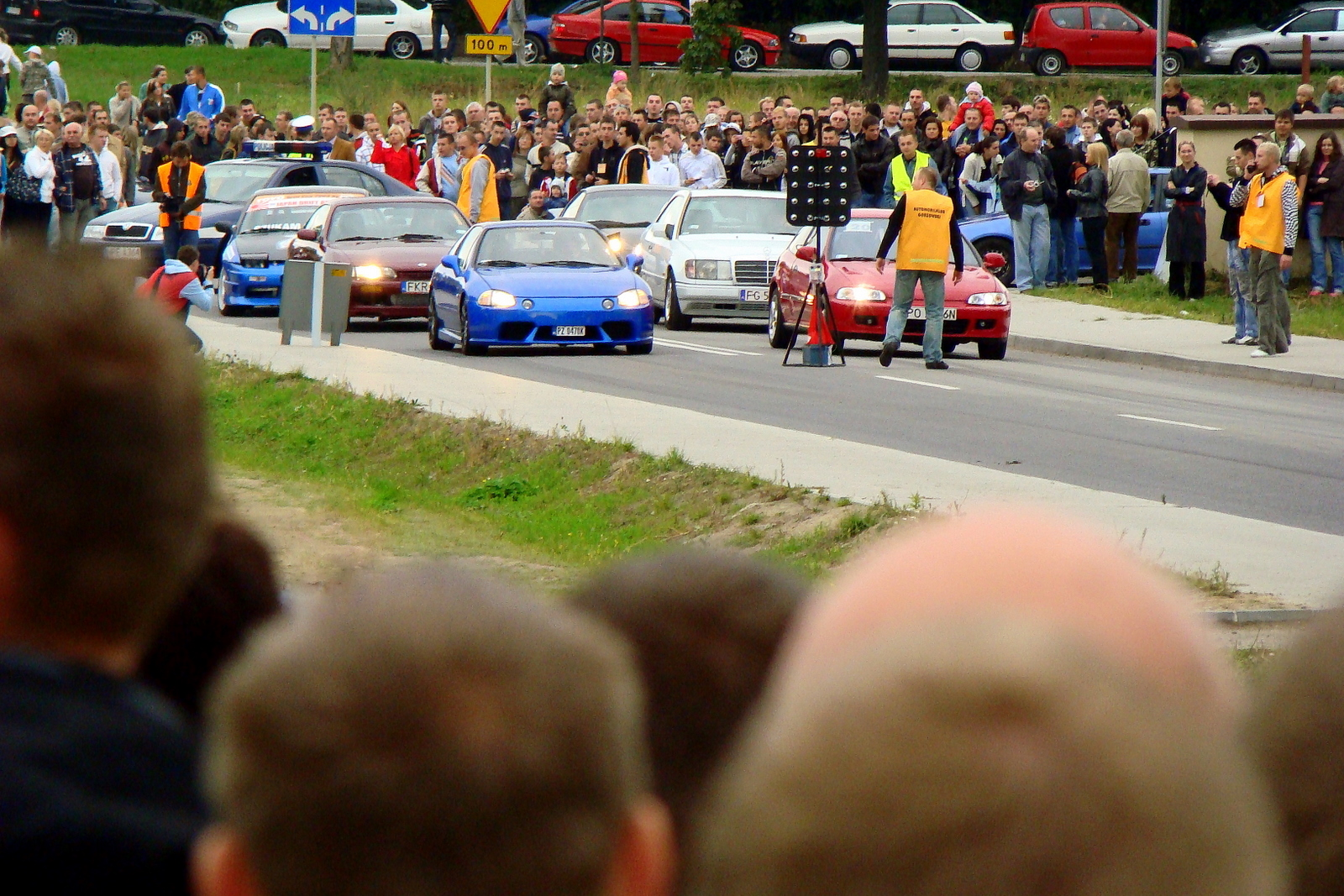
Wyścigi na 1/4 mili w Gorzowie Wlkp.

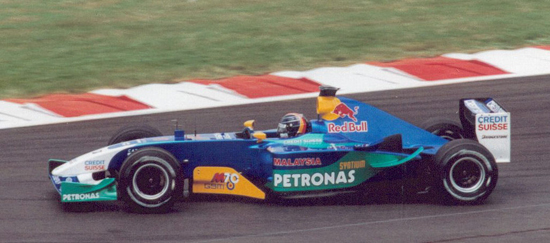
Sauber C22, samochód Formuły 1 w 2003 roku

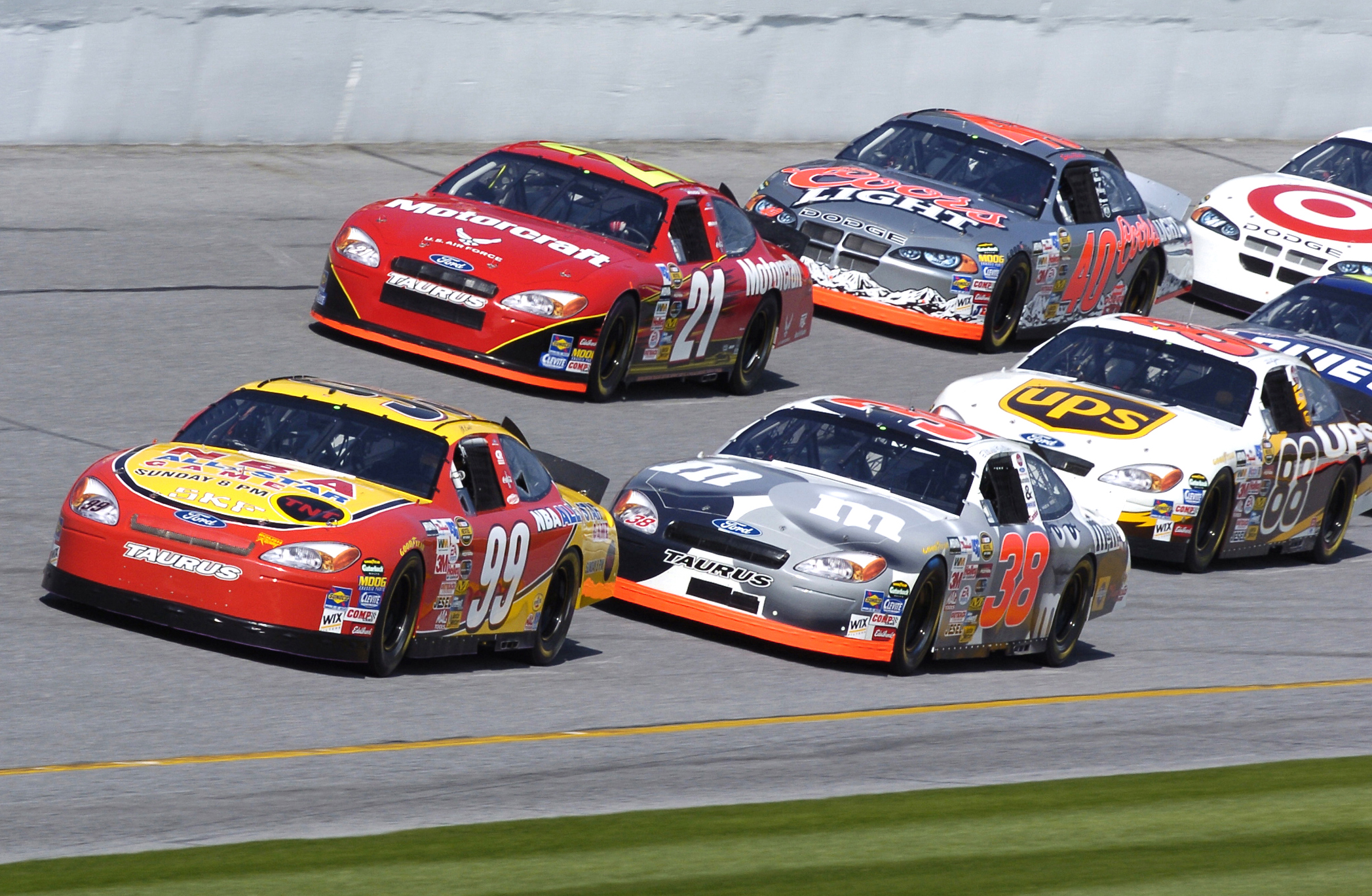
Wyścigi NASCAR

- Wyścigi samolotów
- Wyścigi balonów

### Motorowe
- Wyścigi samochodowe
  - Board track racing
  - Wyścigi dragsterów
    - NHRA
    - Sand Drag Racing
    - IHRA

  - Dirt track racing
  - Wyścigi Grand Prix
  - Wyścigi na lodzie
  - Wyścigi torowe
    - Wyścigowe Samochodowe Mistrzostwa Polski
    - Wyścigowy Puchar Polski
    - A1 Grand Prix
    - Champ Car
    - Formuła 1, Formuła Ford, Seria GP2, International Formula Master

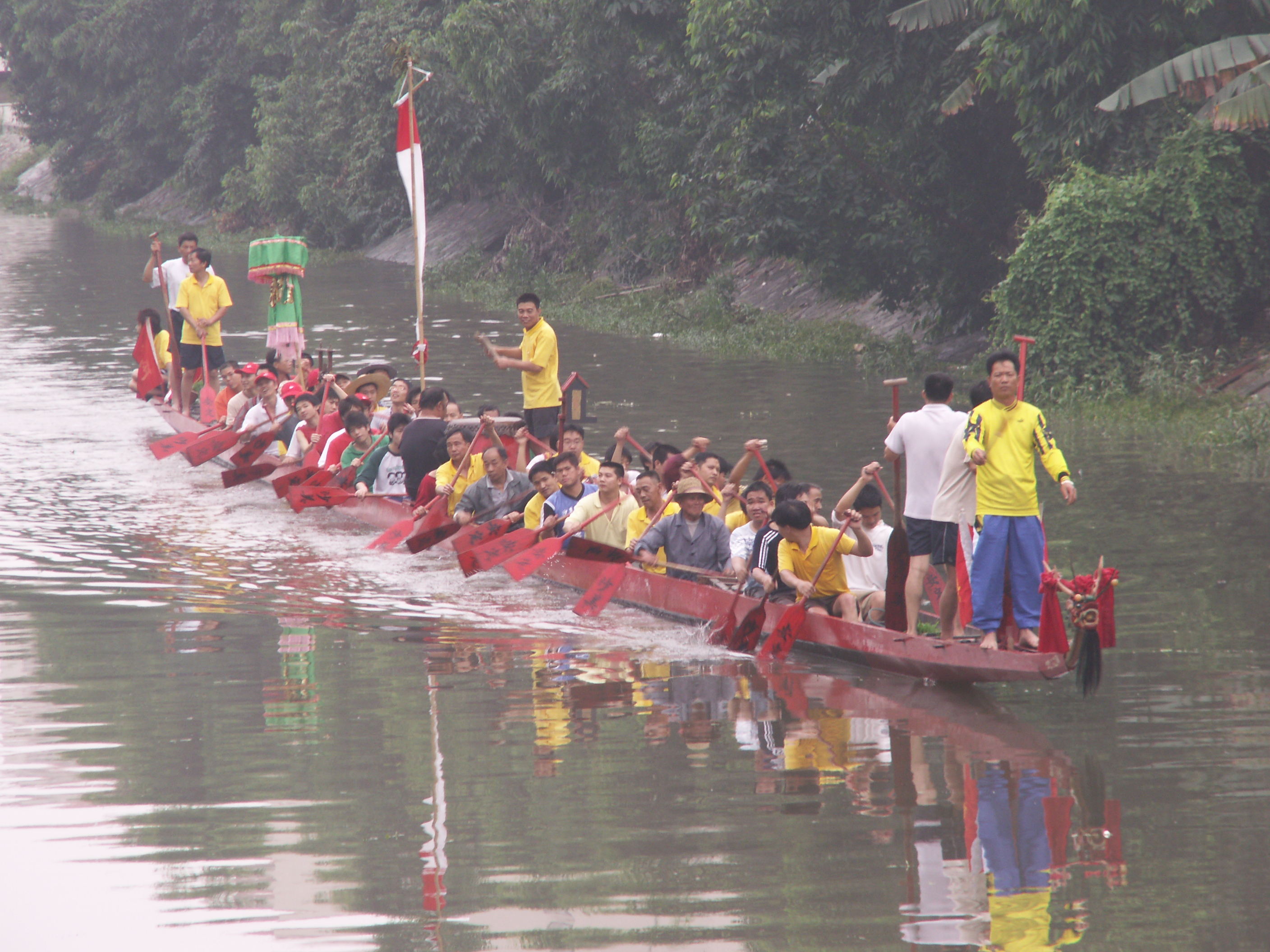
Wyścigi Dragon Boat

    - IRL
    - Midget car racing
    - Sprint car racing

  - Wyścigi off-road
    - Motocross
      - Supercross
      - Beachcross

  - Wyścigi samochodów produkcyjnych
  - Rajdy samochodowe
    - European RallyCross
    - SCCA RallyCross

  - Wyścigi drogowe
  - Sports car racing
  - Stock car racing
    - NASCAR

  - Wyścigi samochodów turystycznych
  - Wyścigi samochodów ciężarowych
    - NASCAR Craftsman Truck Series
- Karting
- Wyścigi kosiarek
- Wyścigi motocyklowe
  - Road Racing
    - MotoGP
    - Wyścigi Pocketbike
    - Wyścigi motocykli produkcyjnych
    - World Superbike
    - Track Racing
      - Sport żużlowy
      - Long Track

    - 70% Tarmac 30% Off Road
      - Supermoto
- Wyścigi quadów
- Wyścigi skuterów śnieżnych

### Wyścigi łodzi
- Drag boat racing
- Dragon boat racing
- Wyścigi hydroplanów
- Jet sprint boat racing
- Offshore powerboat racing
- Kajakarstwo
- Wioślarstwo
- Formuła 1 H2O

### Inne
- Rajdy przygodowe
- Wyścigi dziwolągów